# Lady Beard
鬍鬚女（英語：Lady Beard），本名理查·馬格瑞（英語：Richard Magarey），澳大利亞异装行为艺术家、职业摔角选手、网络红人。

## 人生经历
Ladybeard14岁时在香港滞留正式以女装开始活动。2011年首次到日本演出并被日本文化所吸引，开始以日本为活动据点。
2015年，和两名日本少女黑宫里和金子理江成立了表演组合Lady Baby，并推出首支单曲及MV。
Ladybeard曾经出版漫画，演奏重金属音乐，成为声优、替身演员、职业摔跤选手。